# Kal, Ivančna Gorica
Kal je naselje v Občini Ivančna Gorica.